# Сен-Куа-дю-Разес
Сен-Куа́-дю-Разе́с (фр. Saint-Couat-du-Razès) — коммуна во Франции, находится в регионе Лангедок — Руссильон. Департамент коммуны — Од. Входит в состав кантона Лиму. Округ коммуны — Лиму.
Код INSEE коммуны — 11338.

## Население
Население коммуны на 2008 год составляло 55 человек.
| 1962 | 1968 | 1975 | 1982 | 1990 | 1999 | 2008 |
| ---- | ---- | ---- | ---- | ---- | ---- | ---- |
| 33   | 44   | 43   | 56   | 46   | 49   | 55   |

## Экономика
В 2007 году среди 32 человек в трудоспособном возрасте (15—64 лет) 24 были экономически активными, 8 — неактивными (показатель активности — 75,0 %, в 1999 году было 51,6 %). Из 24 активных работали 18 человек (11 мужчин и 7 женщин), безработных было 6 (3 мужчины и 3 женщины). Среди 8 неактивных 2 человека были учениками или студентами, 6 были неактивными по другим причинам.